# 第43回ロンドン映画批評家協会賞
第43回ロンドン映画批評家協会賞（だい43かいロンドンえいがひひょうかきょうかいしょう、43rd London Film Critics' Circle Awards）は、2022年の映画を対象とした映画賞。2022年2月から2023年2月までイギリスで劇場公開またはストリーミング公開された作品の中から選出された。2022年12月21日にエリー・バンバーとフィオン・オシェイによってノミネート作品が発表され、同時にアンナ・レオン・ブロフィが授賞式の司会を務めることが発表された。最多ノミネートは『イニシェリン島の精霊』の9部門で、『aftersun/アフターサン』の8部門が続いた。2023年2月5日にロンドンのメイ・フェア・ホテルで授賞式が行われた。

## 受賞結果

### 部門賞
| 作品賞 | 監督賞 |
| --- | --- |
| - 『TAR/ター』 - 『aftersun/アフターサン』 - 『All the Beauty and the Bloodshed』 - 『イニシェリン島の精霊』 - 『別れる決心』 - 『エブリシング・エブリウェア・オール・アット・ワンス』 - 『フェイブルマンズ』 - 『生きる LIVING』 - 『サントメール ある被告』 - 『トップガン マーヴェリック』                                                           | - トッド・フィールド - 『TAR/ター』 - ダニエル・クワン&ダニエル・シャイナート - 『エブリシング・エブリウェア・オール・アット・ワンス』 - マーティン・マクドナー - 『イニシェリン島の精霊』 - パク・チャヌク - 『別れる決心』 - シャーロット・ウェルズ - 『aftersun/アフターサン』 |
| 主演男優賞 | 主演女優賞 |
| - コリン・ファレル - 『イニシェリン島の精霊』：パードリック役 - オースティン・バトラー - 『エルヴィス』：エルヴィス・プレスリー役 - ブレンダン・フレイザー - 『ザ・ホエール』：チャーリー役 - ポール・メスカル - 『aftersun/アフターサン』：カルム役 - ビル・ナイ - 『生きる LIVING』：ミスター・ウィリアムズ役                                         | - ケイト・ブランシェット - 『TAR/ター』：リディア・ター役 - アナ・デ・アルマス - 『ブロンド』：ノーマ・ジーン / マリリン・モンロー役 - ヴィッキー・クリープス - 『Corsage』：エリーザベト皇后役 - フローレンス・ピュー - 『聖なる証』：エリザベス・"リブ"・ライト役 - ミシェル・ヨー - 『エブリシング・エブリウェア・オール・アット・ワンス』：エヴリン・ワン・クワン役 |
| 助演男優賞 | 助演女優賞 |
| - バリー・コーガン - 『イニシェリン島の精霊』：ドミニク役 - トム・バーク - 『聖なる証』：ウィリアム・バーン役 - ブレンダン・グリーソン - 『イニシェリン島の精霊』：コルム役 - ブライアン・タイリー・ヘンリー - 『その道の向こうに』：ジェームズ役 - キー・ホイ・クァン - 『エブリシング・エブリウェア・オール・アット・ワンス』：ウェイモンド・ワン役   | - ケリー・コンドン - 『イニシェリン島の精霊』：シボーン役 - ホン・チャウ - 『ザ・ホエール』：リズ役 - ドリー・デ・レオン - 『逆転のトライアングル』：アビゲイル役 - ニーナ・ホス - 『TAR/ター』：シャロン・グッドナウ役 - グスラギー・マランダ - 『サントメール ある被告』：ロランス・コリー役 |
| 脚本賞 | 外国語映画賞 |
| - マーティン・マクドナー - 『イニシェリン島の精霊』 - トッド・フィールド - 『TAR/ター』 - ダニエル・クワン&ダニエル・シャイナート - 『エブリシング・エブリウェア・オール・アット・ワンス』 - トニー・クシュナー、スティーヴン・スピルバーグ - 『フェイブルマンズ』 - シャーロット・ウェルズ - 『aftersun/アフターサン』                                 | - 『別れる決心』（同率） - 『The Quiet Girl』（同率） - 『EO イーオー』 - 『RRR』 - 『サントメール ある被告』 |
| ドキュメンタリー映画賞 | ブリティッシュ/アイリッシュ作品賞 |
| - 『All the Beauty and the Bloodshed』 - 『All That Breathes』 - 『ファイアー・オブ・ラブ 火山に人生を捧げた夫婦』 - 『Kurt Vonnegut: Unstuck in Time』 - 『デヴィッド・ボウイ ムーンエイジ・デイドリーム』 | - 『イニシェリン島の精霊』 - 『aftersun/アフターサン』 - 『生きる LIVING』 - 『The Quiet Girl』 - 『聖なる証』 |
| ブリティッシュ/アイリッシュ俳優賞 | ブリティッシュ/アイリッシュ女優賞 |
| - ビル・ナイ - 『生きる LIVING』 - ハリス・ディキンソン - 『ウエスト・エンド殺人事件』『逆転のトライアングル』『ザリガニの鳴くところ』 - コリン・ファレル - 『アフター・ヤン』『イニシェリン島の精霊』『THE BATMAN-ザ・バットマン-』『13人の命』 - レイフ・ファインズ - 『The Forgiven』『ザ・メニュー』 - ポール・メスカル - 『aftersun/アフターサン』 | - フローレンス・ピュー - 『ドント・ウォーリー・ダーリン』『聖なる証』 - ジェシー・バックリー - 『MEN 同じ顔の男たち』『Scrooge: A Christmas Carol』『ウーマン・トーキング 私たちの選択』 - オリヴィア・コールマン - 『エンパイア・オブ・ライト』『Joyride』『長ぐつをはいたネコと9つの命』『Scrooge: A Christmas Carol』 - エマ・トンプソン - 『グッド・ラック・トゥ・ユー、レオ・グランデ』『マチルダ・ザ・ミュージカル』 - レティーシャ・ライト - 『Aisha』『ブラックパンサー/ワカンダ・フォーエバー』『The Silent Twins』                                                                                 |
| ブリティッシュ/アイリッシュ若手俳優賞 | フィリップ・フレンチ賞 （ブリティッシュ/アイリッシュ・ブレイクスルー映画製作者賞） |
| - フランキー・コリオ - 『aftersun/アフターサン』：ソフィー役 - キラ・ロード・カシディ - 『聖なる証』：アンナ・オドネル/ナン役 - キャサリン・クリンチ - 『The Quiet Girl』：ケイト役 - ベラ・ラムジー - 『Catherine Called Birdy』：キャサリン/バーディ役 - アリーシャ・ウィアー - 『マチルダ・ザ・ミュージカル』：マチルダ・ワームウッド役              | - シャーロット・ウェルズ - 『aftersun/アフターサン』 - ケイティ・ブランド - 『グッド・ラック・トゥ・ユー、レオ・グランデ』 - コルム・バイレッド - 『The Quiet Girl』 - フランセス・オコナー - 『Emily』 - ジョージア・オークリー - 『Blue Jean』 |
| ブリティッシュ/アイリッシュ短編映画賞 | 技術功績賞 |
| - 『A Fox in the Night』 - キーラン・アンワル・ブレッシー - 『Groom』 - レイラ・コール＝オライリー - 『Honesty』 - ロキシー・レズヴァニー - 『A Letter to Black Men』 - キオサ・スカミ - 『Scale』 - ジョゼフ・ピアース | - ブライアン・リーフ・ハンセン、ギレルモ・デル・トロ - 『ギレルモ・デル・トロのピノッキオ』：アニメーション - マティアス・ブーカード - 『アテナ』：撮影 - ルース・E・カーター - 『ブラックパンサー/ワカンダ・フォーエバー』：衣装デザイン - ニナ・ゴールド - 『聖なる証』：キャスティング - スティーヴン・グリフィス - 『TAR/ター』：音響 - キム・ジヨン - 『別れる決心』：撮影 - キャサリン・マーティン - 『エルヴィス』：衣装デザイン - ニック・パウエル - 『RRR』：スタント - ポール・ロジャーズ - 『エブリシング・エブリウェア・オール・アット・ワンス』：編集 - レスリー・シャッツ - 『ブロンド』：音響 |

### 特別賞
- ディリス・パウエル賞（優秀作品賞） - ミシェル・ヨー[7]